# RosaFM
RosaFM, ook wel Radio Rosa was het lokale radiostation van Abcoude en Baambrugge die uit een radiopiraat (Saturnus Radio) was voortgekomen.
Op 1 januari 2011 zijn de gemeentes De Ronde Venen en Abcoude door een gemeentelijke herindeling samengevoegd. Hierdoor ontstond er een nieuwe gemeente met twee omroepen. Volgens de Mediawet 2008 is dit niet toegestaan. Daarom hebben beide omroepen een nieuwe omroep opgericht onder de naam RTV Ronde Venen. Per 31 december 2013 heeft RosaFM zich uit deze samenwerking teruggetrokken.